# Czesław Stradowski
Czesław Stradowski (ur. 1943 w Kielcach, zm. 1989) – polski chemik, specjalizujący się w chemii radiacyjnej.
Dyplom magistra inżyniera uzyskał w 1968 roku po ukończeniu studiów na Wydziale Chemicznym Politechniki Łódzkiej. W tym samym roku rozpoczął pracę w Instytucie Techniki Radiacyjnej Politechniki Łódzkiej. Stopień doktora nauk chemicznych uzyskał w 1972 roku, a stopień doktora habilitowanego w 1978 roku. Odbył staż w RFN (1984–1986) oraz w Berlinie Zachodnim (1988-1989). Jego zainteresowania naukowe koncentrowały się na chemii radiacyjnej i fotochemii. Opracował model tunelowania elektronów pułapkowanych do cząsteczek akceptora. Prowadził pionierskie prace nad fotochemicznie indukowanym zrywaniem sieci DNA. Znaczną wagę przywiązywał do badań aplikacyjnych. W latach 1974–1975 odbył staż naukowy na Uniwersytecie Notre Dame w USA.
Jest autorem lub współautorem 48 artykułów naukowych, ponad 30 referatów i komunikatów oraz monografii. Wypromował jednego doktora.
Był aktywnym działaczem społecznym, m.in. członkiem Komitetu Założycielskiego NSZZ „Solidarność” w Politechnice Łódzkiej i wiceprzewodniczącym Komisji Zakładowej NSZZ „Solidarność”. Po wprowadzeniu stanu wojennego był internowany w Ośrodku Odosobnienia w Łowiczu. Zginął tragicznie w katastrofie samochodowej w 1989 roku.
13 grudnia 2001 roku został odznaczony pośmiertnie Medalem za Zasługi w Walce o Niepodległość Polski i Prawa Człowieka 13 XII 1981 – 4 VI 1989. W 2024 uhonorowany pośmiertnie Krzyżem Wolności i Solidarności.